# Asonus brachypterus
Asonus brachypterus är en insektsart som först beskrevs av Ying 1974.  Asonus brachypterus ingår i släktet Asonus och familjen gräshoppor. Inga underarter finns listade i Catalogue of Life.